# Trostbrücke

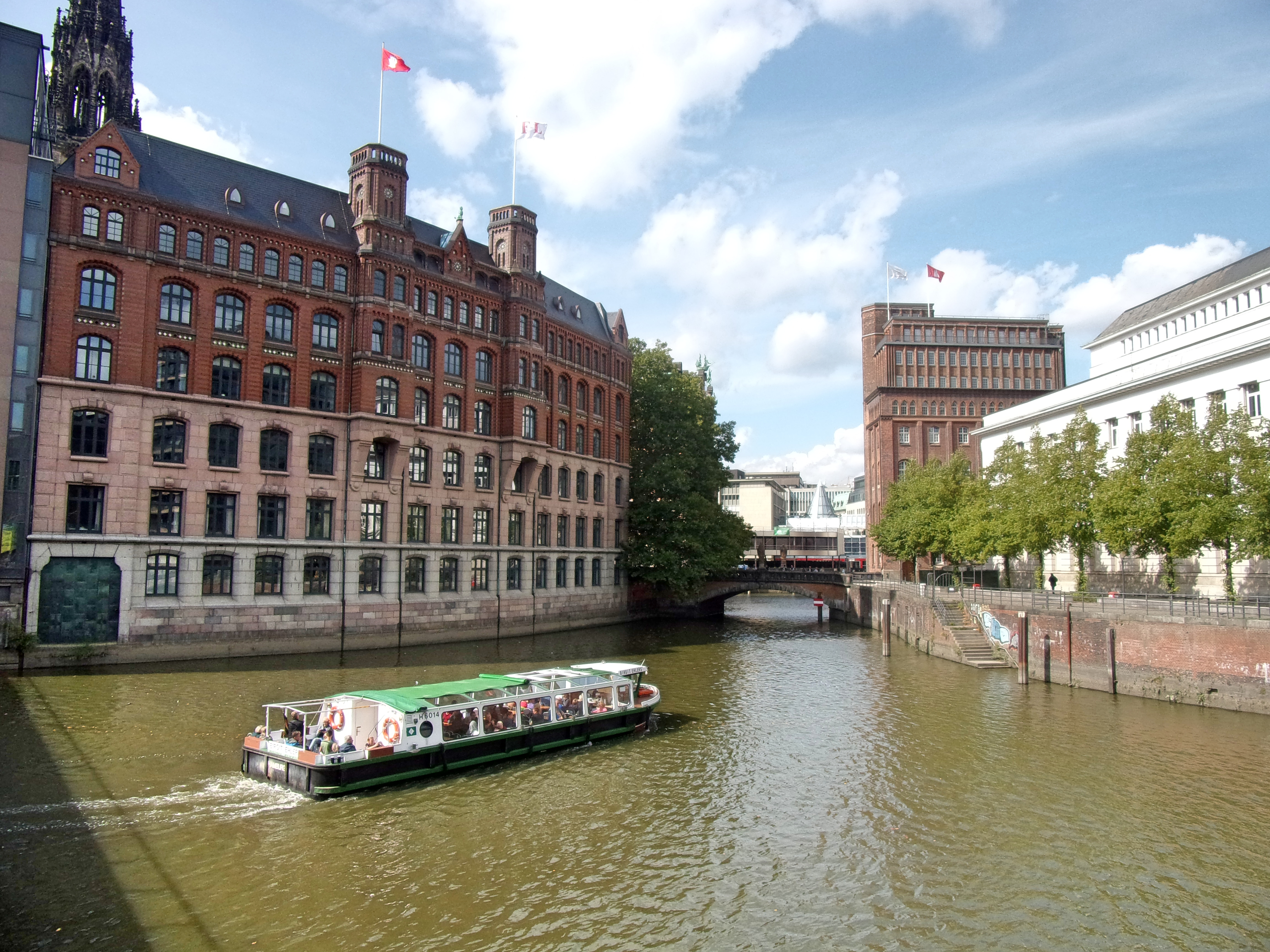
Veduta del Trostbrücke con a fianco il Laeiszhof

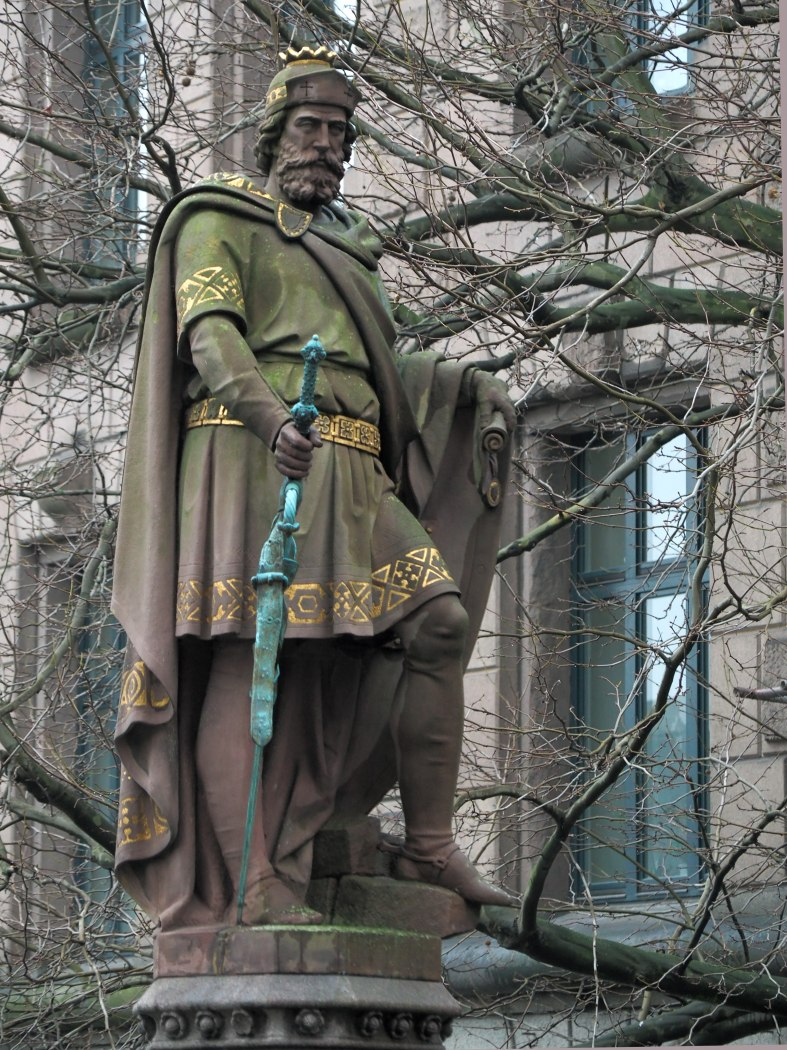
La statua raffigurante Adolfo III di Schaumburg sul Trostbrücke

Il Trostbrücke è uno storico ponte della città tedesca di Amburgo, situato lungo il Nikolaifleet e realizzato tra il 1881 e 1882, ma le cui origini risalgono al XIII secolo.

## Storia

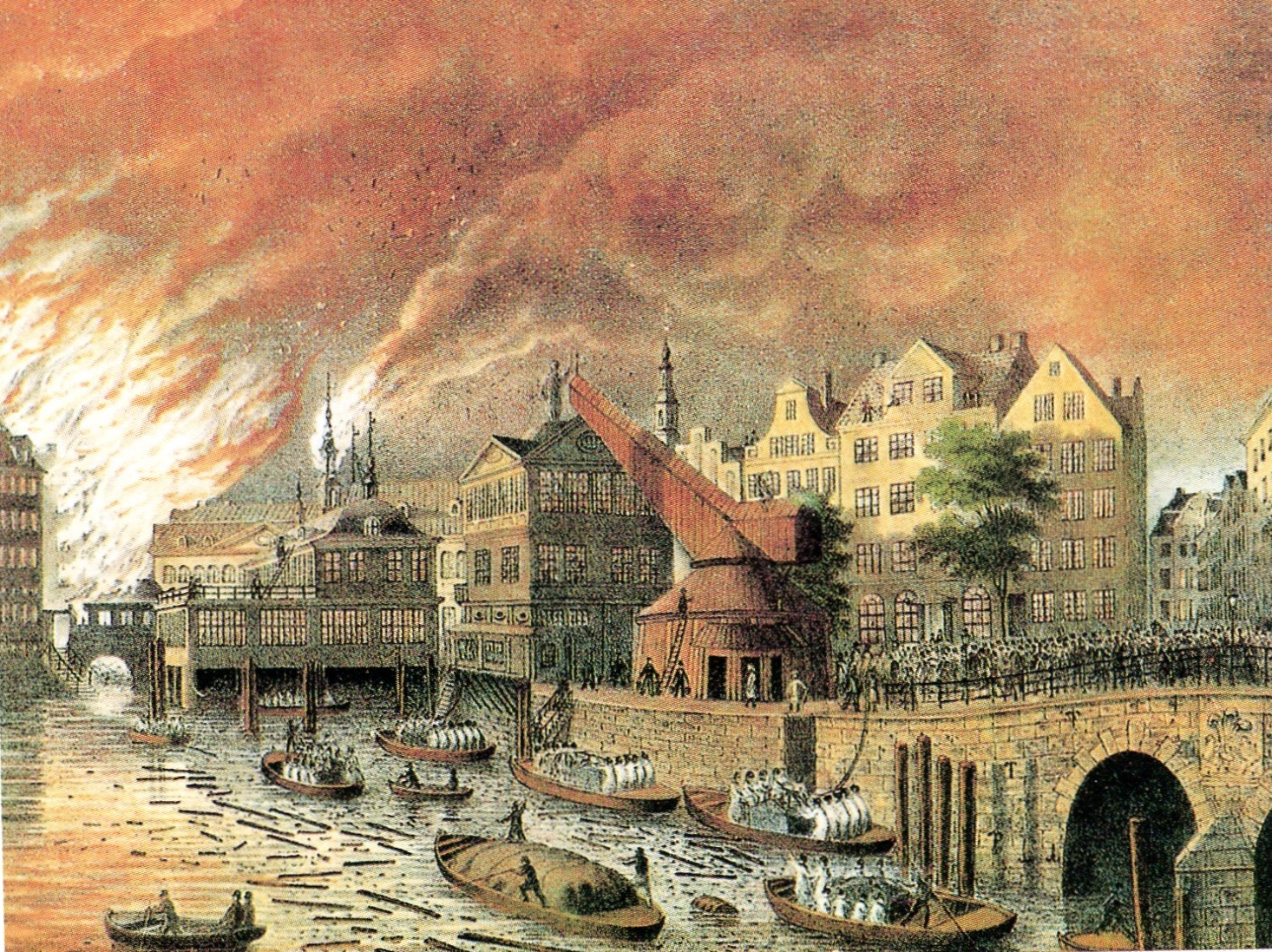
Il Trostbrücke durante il grande incendio di Amburgo

Il Trostbrücke venne menzionato per la prima volta nel 1266. All'epoca, il ponte rappresentava il collegamento tra la parte antica e la parte nuova della città, controllate rispettivamente dai vescovi e dai conti.
Il ponte venne chiamato Trostbrücke, ovvero "ponte della consolazione", forse per il fatto che era l'ultimo luogo su cui transitavano i prigionieri diretti al patibolo. Secondo un'altra ipotesi, il nome farebbe invece riferimento a un locale proprietario terriero di nome Trost.
Il ponte si trovava in prossimità di un porto per il transito di grandi navi, porto che perse tuttavia d'importanza già nel XIII secolo, dato che per queste navi il transito sotto i ponti cittadini non era più possibile. Inoltre, fino al grande incendio di Amburgo del 4-5 maggio 1842 lungo il Trostbrücke si trovava il Rathaus an der Trostbrücke, ovvero il vecchio municipio della città.
Il ponte venne ricostruito tra il 1881 e il 1882 su progetto di Franz Andreas Meyer dopo le distruzioni subite nel grande incendio di Amburgo.

## Architettura
Il ponte è decorato da statue, realizzate tra il 1881 e il 1882 da Engelbert Pfeiffer, che rappresentano il conte Adolfo III di Schaumburg, fondatore della città nuova, e Ansgar, primo arcivescovo di Amburgo.

### Edifici storici lungo il Trostbrücke

#### Haus an der Trostbrücke
Tra i principali edifici lungo il Trostbrücke figura la Haus an der Trostbrücke (letteralmente "casa sul Trostbrücke"), realizzata tra il 1845 e il 1847 e antica sede della Patriotische Gesellschaft.

#### Laeiszhof
Al nr. 1 di Trostbrücke si trova poi il Laeiszhof, un edificio realizzato tra il 1897 e il 1898 su progetto dell'architetto Martin Haller come sede della compagnia di spedizioni Laeisz.

#### Globushof
Al nr. 2 di Trostbrücke si trova poi il Globushof, un edificio realizzato tra il 1907 e il 1908. La facciata dell'edificio è decorata con modellini di navi e con una statua raffigurante Nettuno.